# 馬勒里湖
馬勒里湖是加拿大的湖泊，位於該國北部，由努納武特負責管轄，座標位置為63°58′29″N 98°22′59″W / 63.97472°N 98.38306°W，面積467平方公里，島嶼總面積12平方公里，海拔高度138米。